# Legittimo affidamento
Il principio del legittimo affidamento tutela l'interesse di chi è indotto a confidare nella situazione di vantaggio, assicurata al privato da un atto dell'amministrazione, in una situazione caratterizzata da contraddittorio tra parti. 
Il principio del legittimo affidamento trova collocazione in particolare nell'ambito del rapporto tra privati e pubblica amministrazione: la tutela nel Civil law attinge all'istituto dell'indennizzo della posizione acquisita, indennizzo che in Italia assume rilievo nell'ambito della più estensiva dottrina civilistica del diritto alla risarcibilità del danno disciplinata dall'art. 2043 del codice civile italiano. Nel Common law, invece, la natura paritaria dei rapporti tra pubblico e privato consente di richiamare la diversa tutela offerta dall' estoppel.

## Teorizzazione
Affinché si possa parlare di legittimo affidamento sono necessari tre elementi:
- elemento oggettivo, grazie al quale l'affidamento è ritenuto ragionevole, ovvero il vantaggio difeso dal terzo deve essere chiaro ed univoco, esercitato tramite un comportamento attivo;
- elemento soggettivo, mediante il quale il soggetto privato che difende una utilità ottenuta agisce in buona fede, nella convinzione di avere titolo per farlo;
- elemento cronologico, in maniera che, l'azione di conservazione dell'utilità protrattasi per un lungo orizzonte temporale, possa convincere il beneficiary della sua stabilità.

## Diritto pubblico
- Nel diritto costituzionale il legittimo affidamento viene applicato dalla giurisprudenza della Corte costituzionale quale limite all’impiego di leggi retroattive e di interpretazione autentica a garanzia di posizioni soggettive ormai consolidate in capo ai cittadini
- Nell'ordinamento comunitario si è affermato soprattutto attraverso l'opera giurisprudenziale della Corte di giustizia dell'Unione europea[1].
- In ambito amministrativo si estrinseca nella risarcibilità del cittadino danneggiato dall'azione illecita della p.a. (interesse legittimo risarcibile[2])[3].

Nell'ordinamento italiano tale principio è stato introdotto con la legge 15 del 2005 che, riformando la legge sul procedimento amministrativo, ha previsto che "il provvedimento amministrativo illegittimo ai sensi dell'art 21 octies può essere annullato d'ufficio, sussistendone le ragioni di interesse pubblico, entro un termine ragionevole e tenendo conto degli interessi dei destinatari e dei controinteressati, dall'organo che lo ha emanato, ovvero da altro organo previsto dalla legge".
La tutela dell'affidamento legittimo lascia però insoddisfatto l'affidamento incolpevole, tanto più che la recente giurisprudenza, civile e amministrativa, configura l'affidamento incolpevole quale situazione autonoma protetta anche nei rapporti con l'autorità amministrativa. 